# 8e division SS Florian Geyer
Pour les articles homonymes, voir 8e division.
La 8e division SS « Florian Geyer » ou la division « Florian Geyer » (appellations allemandes successives : la SS-Kavallerie-Division, puis la 8. SS-Kavallerie-Division et enfin la 8. SS-Kavallerie-Division « Florian Geyer ») est l'une des 38 divisions de la Waffen-SS durant la Seconde Guerre mondiale, principalement composée de Volksdeutsche.
Elle a été formée en 1942 à partir de la brigade de cavalerie SS qui était impliquée dans la lutte anti-partisans en Union soviétique (le Bandenbekämpfung). Cette lutte se déroulait derrière les lignes de front et a été l'occasion de dizaines de milliers d'assassinats de civils. Ces opérations se sont continuées avec la division ainsi formée, qui a aussi participé aux combats sur le front de l'Est, et ponctuellement en Yougoslavie également pour la lutte anti-partisans.

## Histoire
En septembre 1939, le premier régiment de cavalerie SS est formé sous l'appellation SS-Totenkopf Reiter-Standarte 1. Il est constitué d'un élément de commandement et de quatre escadrons de cavalerie. Le régiment est commandé par le SS-Standartenführer Hermann Fegelein. La première mission du régiment pendant la Seconde Guerre mondiale est d'effectuer des actions de sécurité en Pologne. En juillet et août 1941, au moment de l'attaque de l'URSS, elle apporte assistance aux Einsatzgruppen ; les sections montées des deux premiers régiments de cavalerie commencent leur action le 30 juillet 1941, à 7 heures du matin. Après un entretien avec le chef supérieur de la SS et de la Police, Erich von dem Bach-Zelewski, Fegelein fait savoir à ses troupes que tous les Juifs doivent être fusillés et les femmes chassées dans les marais. Le deuxième régiment applique ces ordres à la lettre, bien que nombre de ses hommes déplorent que chasser les femmes et les enfants n'ait pas le résultat espéré, les marais n'étant pas assez profonds pour qu'ils s'y noient. Quant au premier régiment, il assassine tous les Juifs, hommes, femmes et enfants.
La SS-Kavallerie Brigade se heurte à une sérieuse opposition au cours de la grande contre-attaque soviétique du début de l'hiver. En janvier 1942, elle déplore de lourdes pertes dans la région de Rjev et Goussevo (en), où 60 % de son personnel est tué au combat ou mort de froid. À la fin du mois de mars, la brigade est réduite à un Kampfgruppe de 700 hommes. Les restes de la brigade sont envoyés en Pologne pour se remettre en condition d'avril à août 1942, période pendant laquelle il est décidé de la transformer en division. Un troisième régiment de cavalerie est alors créé et en juin 1942 environ 9 000 Volksdeutsche roumains y sont incorporés.
De retour sur le front en août 1942, la nouvelle SS-Kavallerie Division, sous commandement du SS-Brigadeführer Wilhelm Bittrich, est utilisée dans plusieurs opérations de combat sur le front. Elle est déployée dans la région de Rjev, dans le bassin du Don, en Golaia et sur l'Orel. Après une brève période de repos en novembre 1942, elle est transférée au XXX. Korps ; en janvier 1943, elle opère avec le XXXXI. Panzerkorps et, en février 1943, dans la 2e Panzerarmee, avec le XXXXVII. Panzerkorps, le « Korps Lemelsen ». Les unités de cavalerie ont un grand rôle à jouer dans les vastes terres russes, où leur grande mobilité sur terrains variés permet un meilleur contrôle des flancs et des arrières des armées. Elle est placée en réserve en mars 1943 pour une période de repos. De juin à août, la division effectue des opérations anti-partisans dans la région du Dniepr et des marais du Pripet. Un de ses régiments est détaché en avril (pour former le noyau de la nouvelle 22. SS-Kavallerie Division Maria Theresia), mais cette unité est remplacée en août par un recrutement local de Volksdeutsches, ce qui porte l'effectif à 15 000 hommes.
En juillet 1943, la division est rattachée au Groupe d'armées Sud, et à partir d'août, mène de durs combats défensifs durant la retraite du Dniepr. En octobre 1943, la formation reçoit le numéro divisionnaire 8, et ses régiments sont re-numérotés.

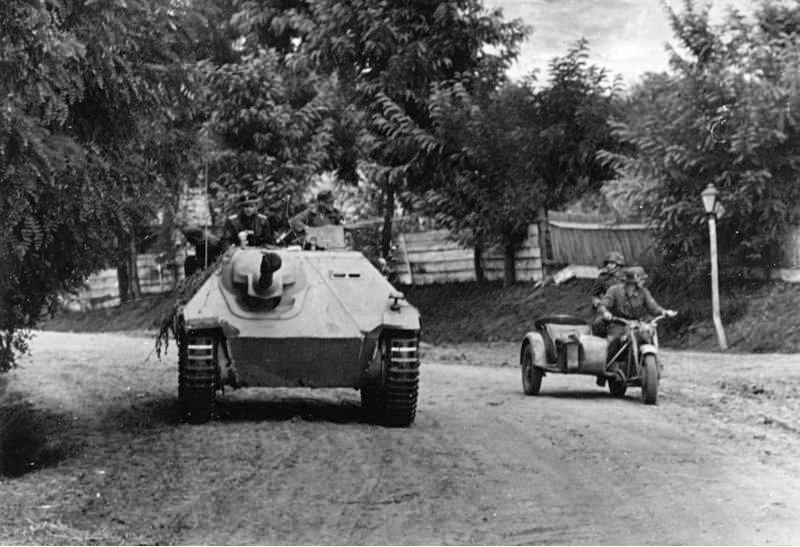
Véhicules de la Division « Florian Geyer » en Hongrie (1944)

En décembre 1943, la division est transférée en Croatie, où elle combat les partisans jusqu'en mars 1944. En mars 1944, elle reçoit le titre honorifique de « Florian Geyer », en commémoration d'un chevalier de Franconie (1490–1525) qui s'est illustré au XVIe siècle au cours de la révolte des paysans et par sa fidélité à Martin Luther.
Pendant l'année 1944, la Florian Geyer change constamment d'affectation, mais la majeure partie de la division mène de nombreux combats défensifs durant l'offensive soviétique d'été avec le Groupe d'armées Centre. À la fin de l'année, la division est déployée en Hongrie et est rattachée à la garnison de Budapest, avec la 22. SS-Freiwilligen Kavallerie Division Maria Thérésia. En novembre 1944, elle s'oppose aux contre-attaques des forces soviétiques où elle reprend avec succès Vesces et Ullo. Mais, en décembre, bien que la division occupe des positions défensives à l'ouest du Danube, les 50 000 hommes de la garnison sont encerclés par 250 000 Soviétiques.
Encerclée et isolée, la garnison combat dans un périmètre de plus en plus réduit. La zone occupée par la Florian Geyer dans les derniers jours représente un kilomètre carré. Les survivants tentent une percée les 11 et 12 février 1945, mais sont stoppés et anéantis par les Soviétiques. Environ 800 hommes, dont 170 cavaliers des deux SS-Kavallerie Division, réussissent à rejoindre les lignes allemandes. Les débris de la division sont absorbés dans la 37. SS-Kavallerie Division. Le dernier commandant de la Florian Geyer, Joachim Rumohr, se suicide au cours de la tentative de percée.
Bien que la division ait mené de durs combats au front contre les forces soviétiques et que 23 de ses membres aient reçu la Croix de chevalier de la croix de fer, la plupart de ses missions ont eu lieu contre les partisans. Cette division est responsable du massacre de plusieurs milliers de civils, polonais, soviétiques et croates.

## Désignations successives
- Juin 1942 : SS-Kavallerie-Division (« division SS de cavalerie »)
- Octobre 1943 : 8. SS-Kavallerie-Division (« 8e division SS de cavalerie »)
- Mars 1944 : 8. SS-Kavallerie-Division Florian Geyer (« 8e division SS de cavalerie Florian Geyer »)

## Effectifs et récompenses
- Décembre 1942 : 10 879 hommes.
- Décembre 1943 : 9 326 hommes.
- Juin 1944 : 12 895 hommes.
- Décembre 1944 : 13 000 hommes.

22 croix de fer ont été attribuées à cette division.

## Terrains d'opérations
- Pologne : mars 1942-septembre 1942.
- Front de l'est, secteurs méridionaux et centraux : septembre 1942-décembre 1943.
  - Biélorussie, Hongrie
- Tchécoslovaquie & Pologne : décembre 1943-avril 1944
  - Lutte contre les partisans, Croatie
- Hongrie : avril 1944-février 1945
  - Bloquée dans Budapest, elle est entièrement détruite en février 1945

## Liste des commandants successifs
| Début             | Fin               | Grade               | Nom                |
| ----------------- | ----------------- | ------------------- | ------------------ |
| Mars 1942         | Avril 1942        | SS-Brigadeführer    | Gustav Lombard     |
| Avril 1942        | août 1942         | SS-Standartenführer | Hermann Fegelein   |
| août 1942         | 15 février 1943   | SS-Brigadeführer    | Wilhelm Bittrich   |
| 15 février 1943   | 20 avril 1943     | SS-Standartenführer | Fritz Freitag      |
| 20 avril 1943     | 14 mai 1943       | SS-Brigadeführer    | Gustav Lombard     |
| 14 mai 1943       | 13 septembre 1943 | SS-Gruppenführer    | Hermann Fegelein   |
| 13 septembre 1943 | 22 octobre 1943   | SS-Gruppenführer    | Bruno Streckenbach |
| 22 octobre 1943   | 1er janvier 1944  | SS-Gruppenführer    | Hermann Fegelein   |
| 1er janvier 1944  | 14 avril 1944     | SS-Gruppenführer    | Bruno Streckenbach |
| 14 avril 1944     | 1er juillet 1944  | SS-Brigadeführer    | Gustav Lombard     |
| 1er juillet 1944  | 11 février 1945   | SS-Brigadeführer    | Joachim Rumohr     |

Les grades mentionnés sont ceux, s'ils sont connus, portés par les SS concernés, au moment de leur prise de fonction, ou pendant celle-ci.

## Ordre de bataille

### SS-Kavallerie-Division (1942)
- SS-Kavallerie-Regiment 1 (1er régiment de cavalerie SS)
- SS-Kavallerie-Regiment 2 (2e régiment de cavalerie SS)
- SS-Kavallerie-Regiment 3 (3e régiment de cavalerie SS)
- SS-Artillerie-Regiment (Kavallerie-Division) (Régiment d'artillerie SS (de division de cavalerie))
  - SS-Radfahr-Abteilung (Kavallerie-Division) (Compagnie d'artillerie SS (de division de cavalerie))
  - SS-Panzerjäger-Abteilung (Kavallerie-Division)
  - SS-Flak-Abteilung (Kavallerie-Division) (Compagnie de DCA SS (de division de cavalerie))
  - SS-Nachrichten-Abteilung (Kavallerie-Division)
  - SS-Pionier-Bataillon (Kavallerie-Division) (Bataillon de sapeurs SS (de division de cavalerie))
    - SS-Sturmgeschütz-Batterie (Kavallerie-Division)

  - SS-Feldersatz-Bataillon (Kavallerie-Division)

### 8. SS-Kavallerie-Division (22 octobre 1943)
- SS-Kavallerie-Regiment 15
- SS-Kavallerie-Regiment 16
- SS-Kavallerie-Regiment 17
- SS-Kavallerie-Regiment 18
- SS-Artillerie-Regiment 8
  - SS-Radfahr-Aufklärungs-Abteilung 8
  - SS-Panzerjäger-Abteilung 8
  - SS-Flak-Abteilung 8
  - SS-Nachrichten-Abteilung 8
  - SS-Pionier-Bataillon 8
  - SS-Sturmgeschütz-Batterie 8
  - SS-Feldersatz-Bataillon 8

## Sources
- Charles Trang, La division Florian Geyer, éditions Heimdal  (ISBN 978-2-84048-141-6).